# Píñar (stacja kolejowa)
Píñar (hiszp. Estación de Píñar) – stacja kolejowa w Píñar, w Prowincji Grenada, we wspólnocie autonomicznej Andaluzja, w Hiszpanii.

## Położenie stacji
Znajduje się na linii kolejowej Moreda – Grenada w km 11.830.

## Linie kolejowe
- Linia Moreda – Grenada